# KSYC-FM
A KSYC-FM (korábban KYRE) a Dél-oregoni Egyetem tulajdonában álló közszolgálati hírrádió az Amerikai Egyesült Államok Kalifornia államának Yreka városában, a Jefferson Public Radio hálózatának része és a National Public Radio tagja. A térségben kettő átjátszóadója (K221BK és K225AK) működik.

## Története
A rádiót a Dalmatian Enterprises, a KSYC eredeti tulajdonosa alapította. Az 1983. június 1-jén KYRE hívójellel indult csatorna kezdetben pop- és rockzenét játszott; programigazgatója George Calvin Booth volt. Később Hot Hits Y98-nak nevezték, majd 1985. augusztus 24-étől Casey Kasem lemezlovas American Top 40 műsorát játszotta.
1995-ben megvásárolta a Siskiyou Radio Partners, ekkor hívójele KSYC-FM-re változott; az ultrarövidhullámú csatorna countryzenét, míg a középhullámú híreket és beszélgetős műsorokat sugárzott. Az FM csatorna programigazgatója Kevin Sponsler lett, aki korábban az AM adón töltötte be ezt a tisztséget. 1997-ben az ultrarövidhullámú KSYC a KHWO eladásával a térség egyetlen countryt sugárzó rádiója lett.
2001-ben a KSYC, a KSYC-FM, a KMJC, a KMJC-FM és a KHWO a Four Rivers Broadcasting tulajdonába került. 2008-ban a KSYC-FM-et és a KNTK-t megvette a Jamison-Wolf Broadcasting; ekkor vezérigazgatója Lee Jamison, programigazgatója Kevin Sponsler, hírolvasója pedig Corky Small lett.
2010-ben a Jefferson Public Radio vételkörzetének növelése miatt megvette volna az adót, azonban Siskiyou megye a tranzakcióhoz nem járult hozzá, a JPR pedig visszavonta ajánlatát. 2011-ben Mark és Cyndi Baird cége, a Buffalo Broadcasting tulajdonába került.
2021. október 1-jén a reklámbevételek elapadása és a tulajdonosok visszavonulása miatt az adás leállt; a december 1-jéig érvényes műsorszórási engedély megújításra várt.
2022-ben megvásárolta a Dél-oregoni Egyetem, azóta a JPR hálózatának része.

## Műsorvezetők
- Adam Sizemore
- Al Reichenbach
- George Calvin Booth
- Joe Kesterson
- Kevin Sponsler
- Mark McAllister
- Susanna Fox

## Fordítás
- Ez a szócikk részben vagy egészben  a   KSYC-FM című angol Wikipédia-szócikk ezen változatának fordításán alapul.  Az eredeti cikk szerkesztőit annak laptörténete sorolja fel. Ez a jelzés csupán a megfogalmazás eredetét és a szerzői jogokat jelzi, nem szolgál a cikkben szereplő információk forrásmegjelöléseként.